# Ernesto Gastaldi
Ernesto Gastaldi, né à Graglia le 10 septembre 1934, est un scénariste italien. L'historien et critique du cinéma Tim Lucas a décrit Gastaldi comme le premier scénariste italien à se spécialiser dans les films d'horreur et le giallo.

## Biographie
Ernesto Gastaldi est né le 10 septembre 1934 à Graglia dans la province de Biella, Piémont. Il a quitté son emploi de commis à la banque Sella à Biella pour s'installer à Rome où il a été admis au Centro sperimentale di cinematografia. Après avoir obtenu son diplôme, Gastaldi a eu du mal à trouver du travail. En 1957, il a écrit son premier roman de science-fiction dont les éditeurs ont demandé un nom en langue anglaise pour la couverture.

## Filmographie

### Scénariste

#### Années 1960
- 1960 : La Maîtresse du vampire (L'amante del vampiro) de Renato Polselli
- 1961 : Parlez-moi d'amour (Che femmina!! E... che dollari!) de Giorgio Simonelli
- 1961 : Pesci d'oro e bikini d'argento de Carlo Veo
- 1961 : Rocco e le sorelle de Giorgio Simonelli
- 1961 : Akiko de Luigi Filippo D'Amico
- 1961 : Mary la rousse, femme pirate (Le avventure di Mary Read)
- 1961 : La Terreur des mers (Il terrore dei mari) de Domenico Paolella
- 1961 : Le Monstre aux filles (Lycanthropus) de Paolo Heusch
- 1962 : Aux mains des SS (it) (Ultimatum alla vita) de Renato Polselli
- 1962 : L'Effroyable Secret du docteur Hichcock (L'orribile segreto del Dr. Hichcock) de Riccardo Freda
- 1962 : La Vengeance du colosse (Marte, dio della guerra) de Marcello Baldi
- 1963 : Le Corps et le Fouet (La frusta e il corpo) de Mario Bava
- 1964 : L'Orgie des vampires (Il mostro dell'opera) de Renato Polselli
- 1964 : Fort Alésia (I giganti di Roma) d'Antonio Margheriti
- 1964 : La Vengeance de Spartacus (La vendetta di Spartacus) de Michele Lupo
- 1964 : La Crypte du vampire (La cripta e l'incubo) de Camillo Mastrocinque
- 1965 : La Dixième Victime (La decima vittima) d'Elio Petri
- 1965 : Les espions meurent à Beyrouth (Le spie uccidono a Beirut) de Luciano Martino et Mino Loy
- 1966 : Les Nuits de l'épouvante (La lama nel corpo) d'Elio Scardamaglia
- 1966 : Rapt à Damas (Delitto quasi perfetto) de Mario Camerini
- 1967 : Le Jour de la haine (Per 100.000 dollari t'ammazzo) de Giovanni Fago
- 1967 : Flashman contre les hommes invisibles (Flashman) de Mino Loy
- 1967 : Le Dernier Jour de la colère (I giorni dell'ira) de Tonino Valerii
- 1967 : Qui êtes-vous inspecteur Chandler ? (Troppo per vivere... poco per morire) de Michele Lupo
- 1968 : L'Adorable Corps de Deborah (Il dolce corpo di Deborah) de Romolo Guerrieri
- 1968 : Los machos (Uno di più all'inferno) de Giovanni Fago
- 1969 : Le Fossoyeur (Sono Sartana, il vostro becchino) de Giuliano Carnimeo
- 1969 : Django ne prie pas (I vigliacchi non pregano) de Mario Siciliano

#### Années 1970
- 1970 : Le Clan des gangsters (La banda de los tres crisantemos) d'Ignacio Iquino
- 1970 : Une traînée de poudre, les pistoleros arrivent (Una nuvola di polvere... un grido di morte... arriva Sartana) de Giuliano Carnimeo
- 1970 : Photo interdite d'une bourgeoise (Le foto proibite di una signora per bene) de Luciano Ercoli
- 1971 : L'Étrange Vice de madame Wardh (Lo strano vizio della Signora Wardh) de Sergio Martino
- 1971 : Plus venimeux que le cobra (L'uomo più velenoso del cobra) de Bitto Albertino
- 1971 : Nuits d'amour et d'épouvante (La morte cammina con i tacchi alti) de Luciano Ercoli
- 1972 : Ton vice est une chambre close dont moi seul ai la clé (Il tuo vizio è una stanza chiusa e solo io ne ho la chiave) de Sergio Martino
- 1972 : La Queue du scorpion (La coda dello scorpione) de Sergio Martino
- 1972 : Toutes les couleurs du vice (Tutti i colori del buio) de Sergio Martino
- 1972 : Tu seras la proie des vautours (Un dólar de recompensa) de Rafael Romero Marchent
- 1972 : Les Rendez-vous de Satan (Perché quelle strane gocce di sangue sul corpo di Jennifer?) de Giuliano Carnimeo
- 1972 : La mort caresse à minuit (La morte accarezza a mezzanotte) de Luciano Ercoli
- 1972 : Amigo, mon colt a deux mots à te dire (Si può fare... amigo) de Maurizio Lucidi
- 1972 : La Horde des salopards (Una ragione per vivere e una per morire) de Tonino Valerii
- 1973 : Torso (I corpi presentano tracce di violenza carnale) de Sergio Martino
- 1973 : Mon nom est Personne (Il mio nome è Nessuno) de Tonino Valerii
- 1973 : Rue de la violence (Milano trema: la polizia vuole giustizia) de Tonino Valerii
- 1974 : La Rançon de la peur (Milano odia: la polizia non può sparare) d'Umberto Lenzi
- 1974 : L'Homme sans mémoire (L'uomo senza memoria) de Duccio Tessari
- 1975 : À en crever (Morte sospetta di una minorenne) de Sergio Martino
- 1975 : La Pépée du gangster (La pupa del gangster) de Giorgio Capitani
- 1975 : Les Furieux (Fango bollente) de Vittorio Salerno
- 1977 : Les Requins du désert (Sahara Cross) de Tonino Valerii
- 1977 : Le Cynique, l'Infâme et le Violent (Il cinico, l'infame, il violento) d'Umberto Lenzi
- 1979 : SOS Concorde (Concorde Affaire '79) de Ruggero Deodato
- 1979 : Le Grand Alligator (Il fiume del grande caimano) de Sergio Martino

#### Années 1980
- 1982 : Crime au cimetière étrusque (Assassinio al cimitero etrusco) de Sergio Martino
- 1983 : 2019 après la chute de New York (2019 - Dopo la caduta di New York) de Sergio Martino
- 1985 : Pizza Connection de Damiano Damiani
- 1986 : L'assassino è ancora tra noi de Camillo Teti
- 1987 : Pizza Connection de Tonino Valerii
- 1988 : Stradivari de Giacomo Battiato

### Réalisateur
- 1965 : Libido, coréalisé avec Vittorio Salerno
- 1968 : Pour une poignée de diamants (it) (Cin cin... cianuro)
- 1971 : Terreur sur la plage (La lunga spiaggia fredda)
- 1981 : La Force du mal (Notturno con grida), coréalisé avec Vittorio Salerno
- 1984 : La fine dell'eternità
- 1992 : L'uovo del cuculo

## Publications

### Romans
Science-fiction
- Iperbole infinita , Urania, nº 220, Arnoldo Mondadori Editore, Milan, 1960 (crédité Julian Berry)
- Tempo zero, I romanzi del Cosmo 60, Ponzoni Editore, 1960; in Alla deriva nello spazio Tempo zero, Cosmo. I capolavori della fantascienza 29, Ponzoni Editore, 1964 (crédité Julian Berry)
- Il lodo Alfa, collana Autori contemporanei, Edizioni Il Foglio, 2009.  (ISBN 9788876062117)

Gialli
- Brivido sulla schiena, Selezione di gialli americani, 1957 (crédité Freddy Foster)
- Sangue in tasca, Gialli della metropoli, 1958 (crédité James Duffy)

Mémoires
- I quaranta belanti, Livourne, Nistri Lischi Editore, 1975.
- Voglio entrare nel Cinema. Storia di uno che ce l'ha fatta. Milan, Biblioteca Umoristica Arnoldo Mondadori Editore, 1991.